# Campo de golf de Montecastillo
El Campo de golf de Montecastillo es un campo de golf situado en Jerez de la Frontera (Andalucía, España).

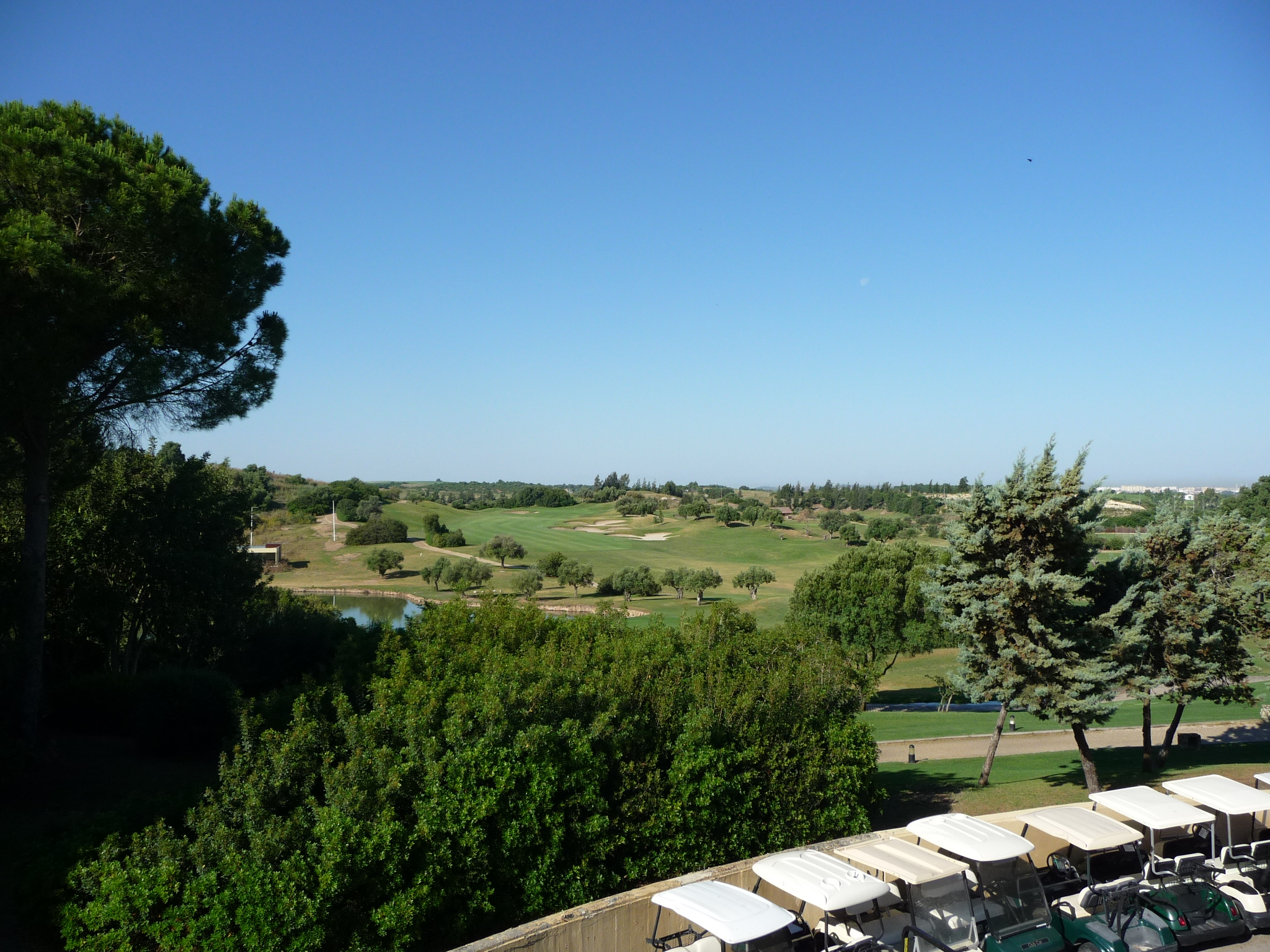
Vista del campo

## Localización
El campo se encuentra en las afueras de la ciudad, en un complejo hotelero en las inmediaciones del Circuito de Jerez.

## Eventos

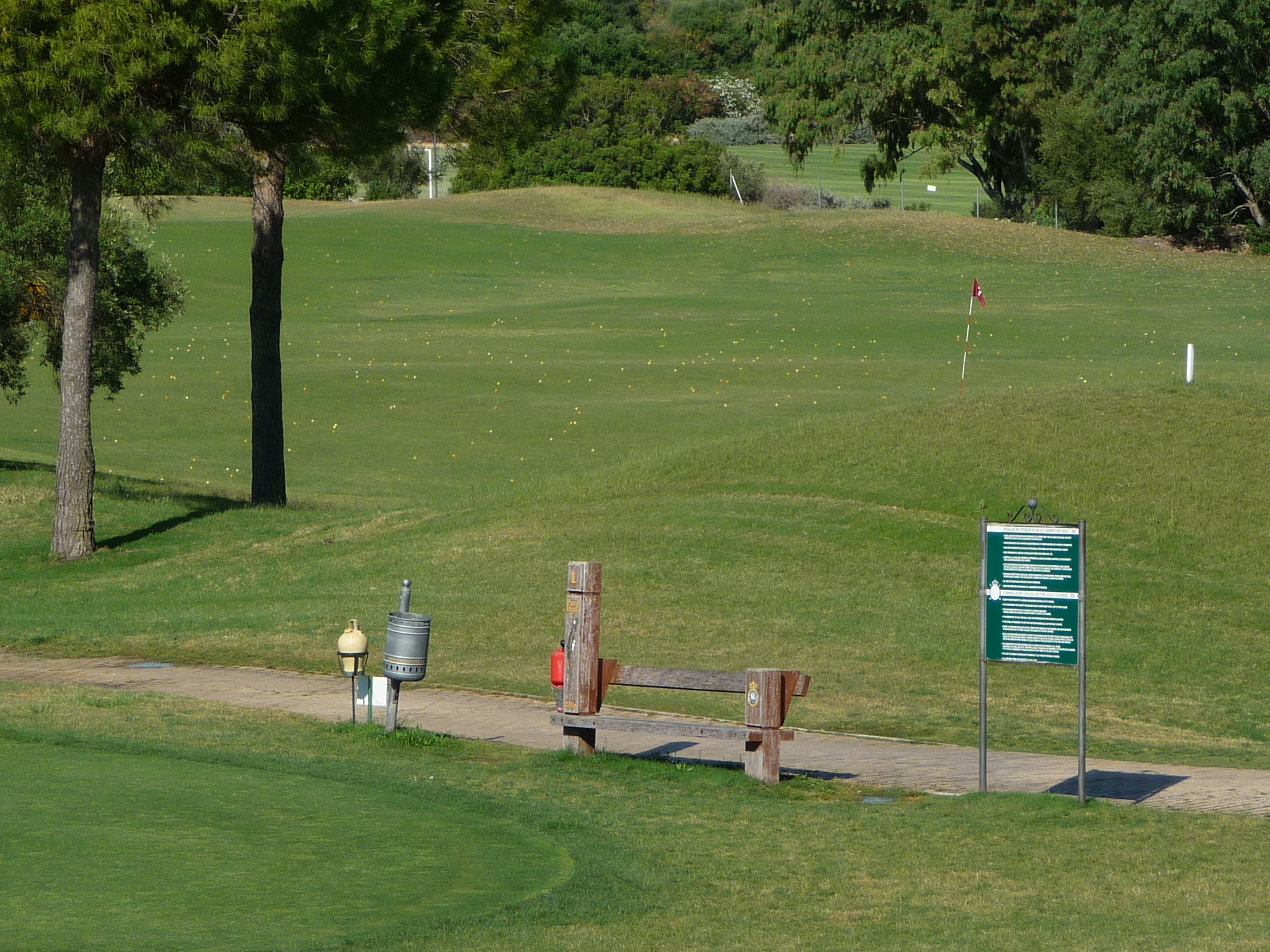
Detalle

Durante varios años, el campo fue sede del Volvo Masters de golf.

## Instalaciones
El campo está dentro de un complejo hotelero que incluye SPA y campos de fútbol de reconocido prestigio, donde han realizado concentraciones el Real Madrid C. F., FC Barcelona, Manchester United o la Selección de fútbol de España.